# Tranvia Cremona-Ostiano
La tranvia Cremona–Ostiano, attiva tra il 1889 e il 1955 collegava la cittadina di Ostiano al suo capoluogo di provincia.
Armata a binario unico, la tranvia correva in sede promiscua lungo l'ex strada statale 10 Padana Inferiore da Cremona fino a Montanara, per poi immettersi lungo la viabilità provinciale.

## Storia

### Progettazione e costruzione
L'idea di una tranvia extraurbana che collegasse Cremona al mandamento di Pescarolo e Ostiano fu proposta già nel 1883 dal consigliere provinciale Lazzaro Rizzi, rappresentante gli interessi di quella zona. Tuttavia il consiglio provinciale privilegiò le linee che avrebbero potuto favorito l'interscambio con altre reti tranviarie e ferroviarie, quali quelle per Casalmaggiore, per Soncino e per Mezzano, dato che Ostiano era priva di innesti in tal senso.
L'assegnazione della concessione per la tranvia Cremona-Casalmaggiore, avvenuta nel 1887, spinse la società inglese Piacenza-Bettola-Cremona Tramways Co. Ltd a chiedere alla provincia la concessione per le altre due linee, aggiungendo nel pacchetto anche la Cremona-Ostiano. Nella seduta del 3 maggio dello stesso anno il Consiglio provinciale stanziò 300.000 Lire per quest'ultima relazione.
Il 24 gennaio 1888 fu stipulato un preliminare di concessione della linea tranviaria tra la Deputazione Provinciale e l'ingegnere Carlo Bastogi di Pavia che fu approvato dal Consiglio in data 21 febbraio; non sono noti i motivi per cui saltò l'accordo preliminare con la società tranviaria inglese, la quale mantenne la concessione della linea per Mezzano, considerata fondamentale per completare l'importante tranvia Piacenza-Cremona. Le condizioni per la costruzione della linea furono analoghe a quelle presenti nella convenzione della tranvia per Casalmaggiore.
Il progetto fu redatto dall'ingegnere Ruggero Manna di Cremona e prevedeva di toccare San Marino, Gadesco e frazioni, Vescovato, Pescarolo, Gabbioneta e Ostiano. Durante la fase progettuale, sorsero alcuni problemi:
- la Società Italiana per le strade ferrate meridionali negò l'attraversamento a raso della linea ferroviaria Cremona-Mantova volendo imporre la costruzione di un cavalcavia;
- il Genio Civile non riconobbe l'idoneità per il transito di mezzi tranviari sul ponte del fiume Oglio nei pressi di Ostiano.

Di conseguenza si decise di aprire la linea al traffico il 2 febbraio 1889 priva delle stazioni terminali di Cremona e Ostiano dato che le corse tranviarie andavano da via Mantova, poco oltre il passaggio a livello della Cremona-Mantova, fino a cento metri dal ponte sull'Oglio di Ostiano. La gestione fu affidata alla Società anonima per la Tranvia Cremona-Ostiano (TCO), che faceva capo all'ingegner Bastogi.
Alla fine del 1891, con il completamento del nuovo ponte e ottenuto il permesso dell'attraversamento a raso della ferrovia, la linea fu inaugurata nel suo tracciato completo.

### L'esercizio privato
A seguito del fallimento del Bastogi, il 14 dicembre 1897 la proprietà della TCO passò a Paolo Beolchini che la cedette alla Banca Manzi di Roma. Questa era proprietaria della Società tramvie nella provincia di Cremona (STPC), che a quel tempo eserciva la tranvia per Casalmaggiore e con la quale gli stretti rapporti di collaborazione erano stati favoriti dalla condivisione della stazione terminale di Cremona. La TCO passò dunque nelle mani di quest'ultima il 20 maggio 1899.
Nel 1900, la proprietà delle due tranvie cremonesi passò alla Società Nazionale Ferrovie e Tramvie (SNFT).
Nell'aprile 1907 la SNFT chiese alla provincia di Brescia la concessione della tranvia Brescia-Ostiano. Nel progetto della Società Nazionale, la nuova tranvia avrebbe collegato la stazione ferroviaria di Brescia alla linea per Cremona, permettendo il congiungimento della rete cremonese con la ferrovia Brescia-Iseo-Edolo a quel tempo in gestione alla SNFT. Tuttavia la Deputazione bresciana rilasciò la concessione della Brescia-Ostiano alla Società Elettrica Bresciana (SEB) che completò la tranvia nel 1914 seguendo un progetto completamente diverso. Il piccolo centro cremonese in riva all'Oglio ebbe così due stazioni tranviarie. Per consentire il trasporto cumulativo fra la rete gestita dalla SEB e quella della SNFT, i due impianti erano raccordati tra loro.

### L'esercizio della Tramvie Provinciali Cremonesi
Le Tramvie Provinciali Cremonesi (TPC), ottenuta la gestione delle linee tranviarie extraurbane di Cremona, non poterono tuttavia avviare il previsto processo di ristrutturazione della rete a causa delle scarse disponibilità finanziarie.
Nel 1927 si procedette a trasferire il tracciato in sede propria nei pressi di Gabbioneta. Sul finire dello stesso anno, la fermata di Montanara si tramutò in una stazione con piazzale di tre binari, a seguito dell'apertura del primo tronco della tranvia Cremona-Asola.
Tra il 1933 e il 1934, in previsione dell'introduzione delle automotrici a benzina FIAT, si procedette al ricambio delle traversine lungo tutto il percorso e a trasferire in sede propria e all'esterno dell'abitato il tratto passante per Pescarolo.
I bombardamenti della seconda guerra mondiale non risparmiarono la linea: nel gennaio 1945 crollò il ponte sull'Oglio di Ostiano che fu riaperto, ricostruito, il 15 novembre 1948.
Nello stesso periodo, la TPC aveva richiesto al Governo la possibilità di prorogare la concessione della linea tranviaria, in scadenza il 30 luglio 1949. Ottenne due proroghe parziali: la prima estesa al 31 luglio 1950, la seconda al 31 luglio 1952. Vista l'opposizione dell'ANAS, gestore della strada statale 10 Padana Inferiore sulla quale passava la tranvia tra Cremona e Montanara, e viste le difficoltà finanziarie dell'ente amministrativo provinciale per poter trasformare la tranvia in una ferrovia, la TPC decise di rinunciare a chiedere ulteriori proroghe. Il 22 maggio 1955, il servizio tranviario della Cremona–Ostiano fu sostituito completamente da autocorse.

## Caratteristiche
| Unknown route-map component "uexKBHFa" |

| Unknown route-map component "uexCONTgq" | Unknown route-map component "uexBHFq" | Unknown route-map component "uexABZgr" |  |  |

| Unknown route-map component "uexhKRZWae" |

| Unknown route-map component "uexBHF" |

| Unknown route-map component "uexBHF" |

| Unknown route-map component "uexBHF" |

| Unknown route-map component "uexHST" |

| Unknown route-map component "uexSTR+l" | Unknown route-map component "uexABZqr" | Unknown route-map component "uexCONTfq" |

| Unknown route-map component "uexBHF" |

| Unknown route-map component "uexHST" |

| Unknown route-map component "uexHST" |

| Unknown route-map component "uexBHF" |

| Unknown route-map component "uexHST" |

| Unknown route-map component "CONTgq" | Unknown route-map component "uxmKRZ" | Unknown route-map component "CONTfq" |  |  |

| Unknown route-map component "uexABZg+l" | Unknown route-map component "uexCONTfq" |  |

| Unknown route-map component "uexBHF" |

|  | Unknown route-map component "uexABZgl" | Unknown route-map component "uexABZq+l" | Unknown route-map component "uexCONTfq" |  |

| Unused straight waterway | Unknown route-map component "uexKBHFe" |  |

| Unknown route-map component "uexKBHFe" |

La tranvia era a binario singolo a scartamento ordinario di 1.445 mm e sis volgeva in sede promiscua per gran parte del suo percorso e presentava una lunghezza complessiva, al momento della costruzione, di: 22,015 km, ridottasi a 21,796 km a seguito delle rettifiche di tracciato effettuate dalla TPC.
Le rotaie erano di tipo Vignoles. Al momento della costruzione fu deciso di adottare un tipo di rotaia dal peso di 17 kg/m adatta a sopportare una velocità commerciale di 18 km/h, come per la Cremona–Casalmaggiore. Tra il 1923 e il 1927, la TPC procedette a sostituire parzialmente l'armamento con nuove rotaie da 27,7 kg/m. Nel 1935 furono sostituite le rotaie da 17 kg/m non rinnovate in precedenza con quelle a 23 kg/m provenienti dalla rete tranviaria extraurbana mantovana, in quel periodo in via di smantellamento.

### Percorso
La linea aveva la propria stazione di testa presso l'impianto terminale di via Dante, situato nei pressi sia della stazione ferroviaria sia di quella tranviaria delle linee piacentine per Piacenza e Lugagnano.

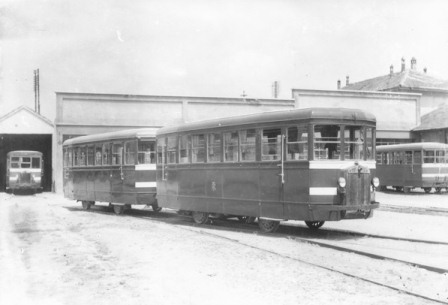
Stazione TPC di via Dante

Fino al largo di Porta Venezia, dove era posta una stazione, il binario della linea era in comune con quello della tranvia per Casalmaggiore. Dopo questo punto la tranvia imboccava la strada provinciale per Mantova occupandone il lato sinistro. All'altezza del mercato del bestiame nei pressi di Porta Venezia era presente un raddoppio di binario ed un tronchino, utilizzati per il carico e lo scarico.
Poco dopo il mercato la tranvia attraversava a raso il passaggio a livello della ferrovia Cremona-Mantova, ove a tale scopo veniva osservata una fermata di servizio: i treni TPC si attestavano in corrispondenza di un segnale girevole collegato a uno scambio di protezione con aghi normalmente disposti per la deviata; il casello a guardia del passaggio a livello, posto alla progressiva chilometrica 29+800 della ferrovia, era collegato telefonicamente sia con la stazione FS che con quella TPC e una volta ottenuto il consenso all'incrocio venivano azionate la chiusura delle sbarre e quella dei segnali ad ala di protezione lato ferrovia. Nel 1943 gli originali segnali a disco e cancelli furono sostituite da segnali ad ala e sbarre contestualmente all'adozione dell'allora nuovo impianto di sicurezza tipo Max Judel. Per l'esercizio di tale sistema la provincia corrispondeva alle FS un canone annuo.
Attraversata la ferrovia, i tram proseguivano quindi sulla provinciale per Mantova fino a Montanara, frazione di Vescovato. Montanara era inizialmente servita da una fermata, priva di fabbricato viaggiatori; con l'apertura della tranvia per Asola, l'impianto fu tramutato in stazione e il suo piazzale fu dotato di altri due binari per assolvere al traffico generato dagli incroci e dalle precedenze delle due linee tranviarie.
Dopo Montanara, la linea abbandonava la provinciale per attraversare i centri abitati di Vescovato, Pescarolo e Gabbioneta. Passato il ponte sull'Oglio, che nel 1950 era un manufatto lungo 97 metri a tre luci, la tranvia giungeva ad Ostiano, stazione terminale della linea. Un raccordo univa l'impianto cremonese con quello della linea per Brescia ed era necessario un regresso per poter trasferire i carri merci da una linea all'altra.
Solo le stazioni di Cremona, Montanara, Pescarolo ed Ostiano erano dotate di fabbricato viaggiatori.

## Materiale rotabile
Sulla linea per Ostiano venne impiegato materiale rimorchiato e di trazione del parco sociale banalizzato rispetto a quello utilizzato sull'intera rete della provincia, ivi comprese le automotrici a benzina prodotte dalla FIAT immesse nel parco sociale a partire dal 1934.
Sulle corse miste passeggeri e merci la trazione rimase a vapore fino alla fine degli anni trenta quando si acquistarono locomotive Badoni, con alimentazione a benzina e predisposizione per quella a metano.